# Altena (Países Bajos)
Altena es un municipio de la Provincia de Brabante Septentrional al medio de los Países Bajos, creado el 1 de enero de 2019 por la fusión de tres antiguos municipios: Aalburg, Werkendam y Woudrichem.

## Galería

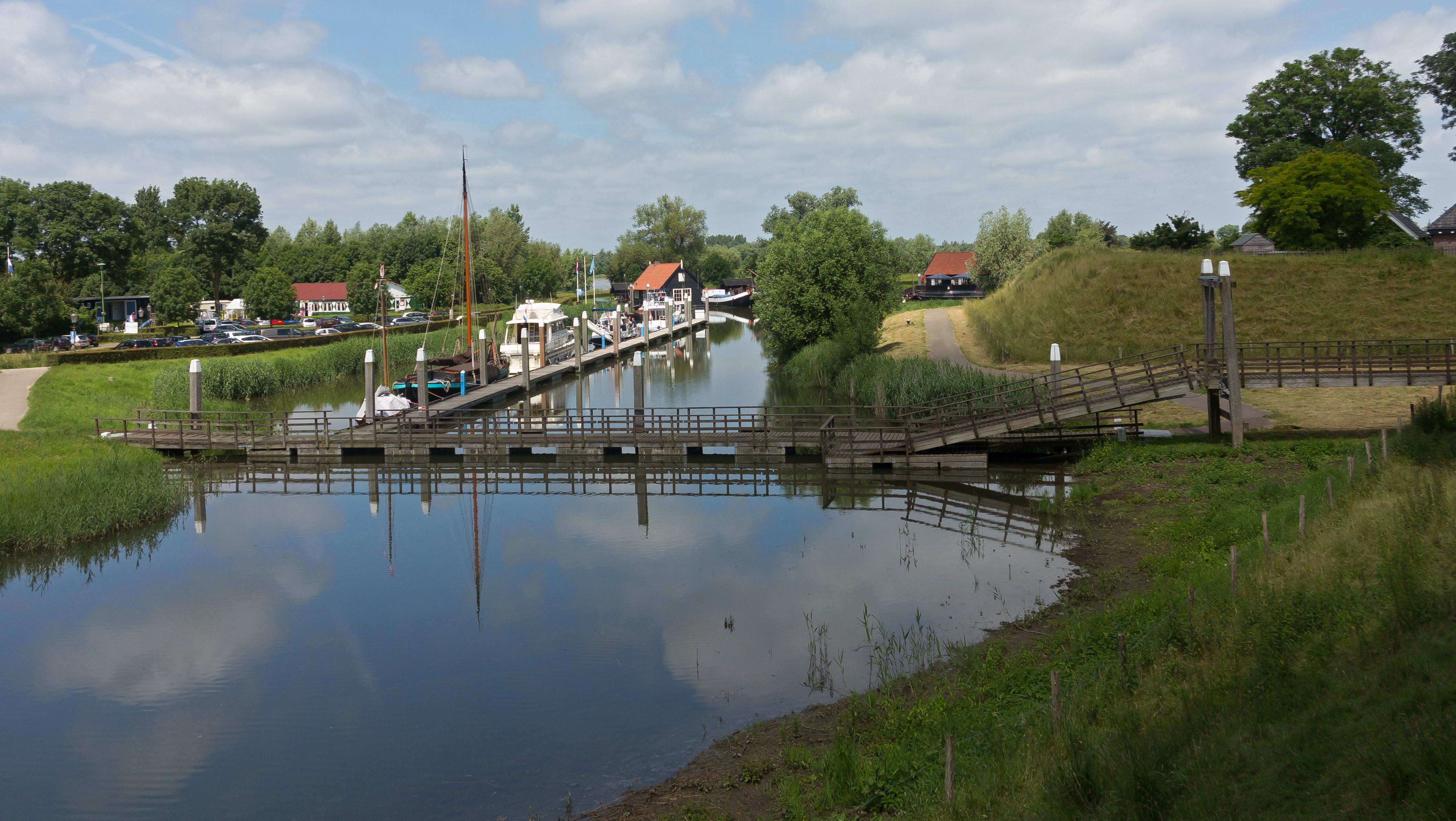
Woudrichem, el puerto histórico entre el Rijkswal y el Stadshaven
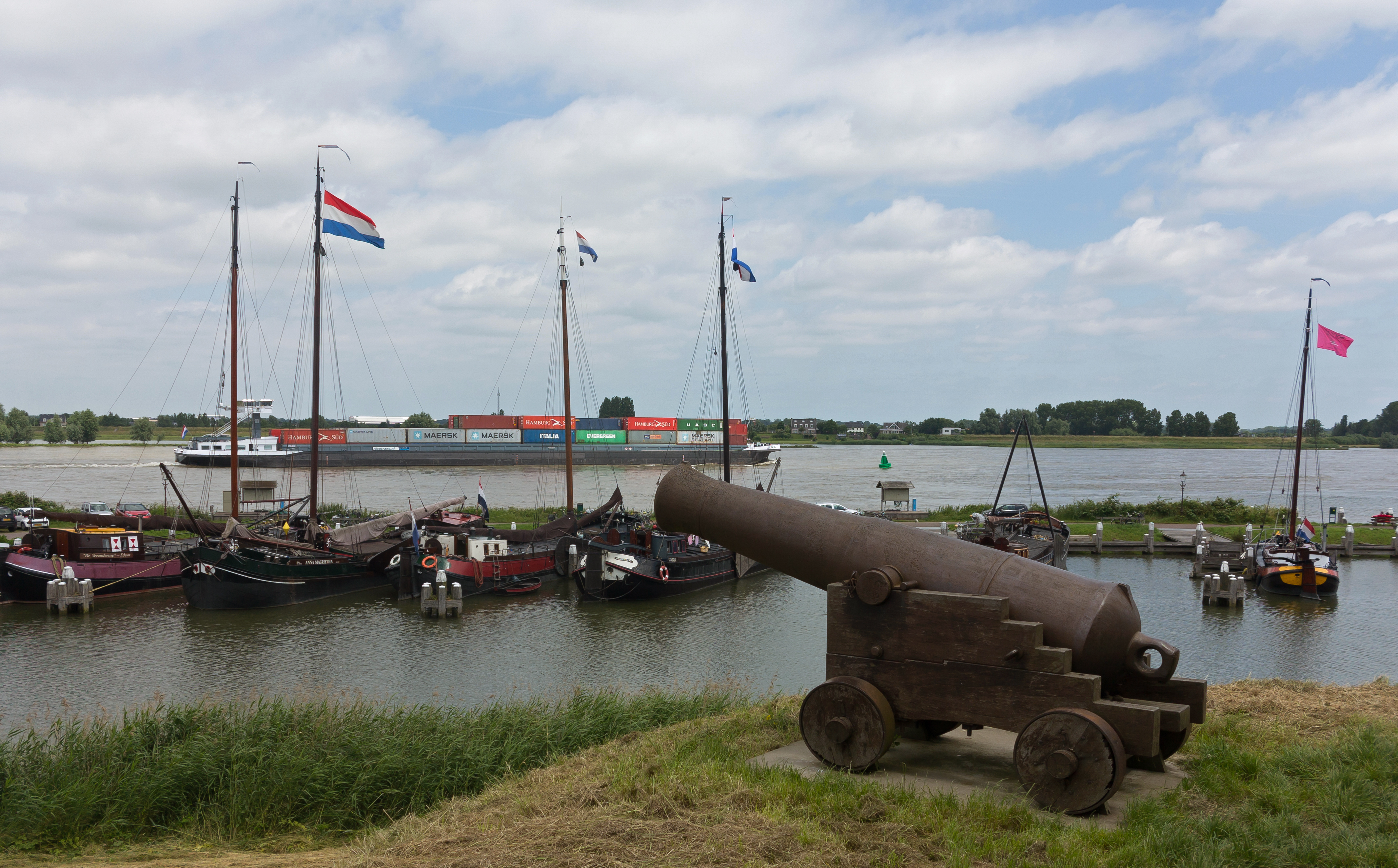
Woudrichem, el puerto histórico con el cañón cerca de Stadshaven-Rijkswal
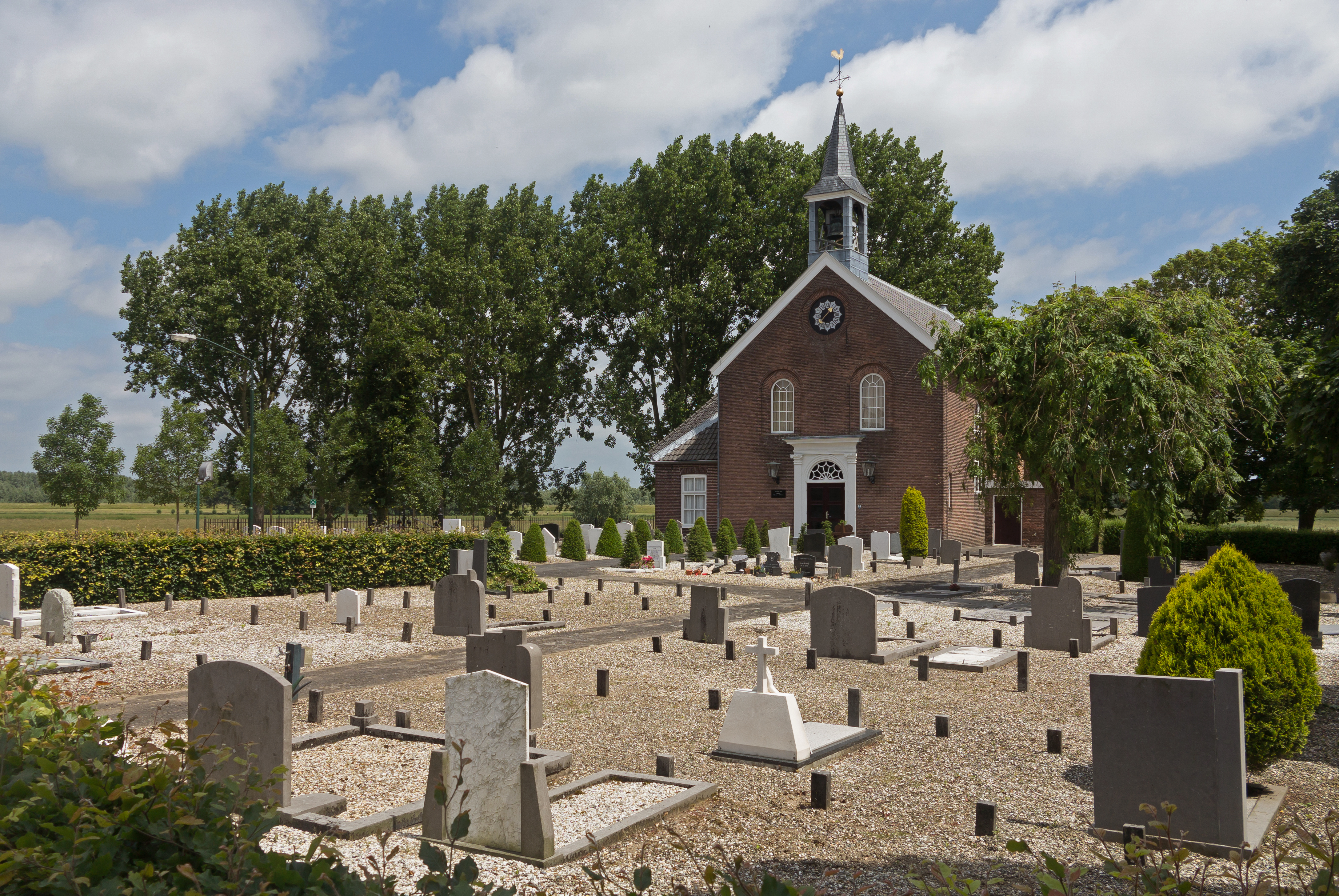
Giessen, la iglesia protestante
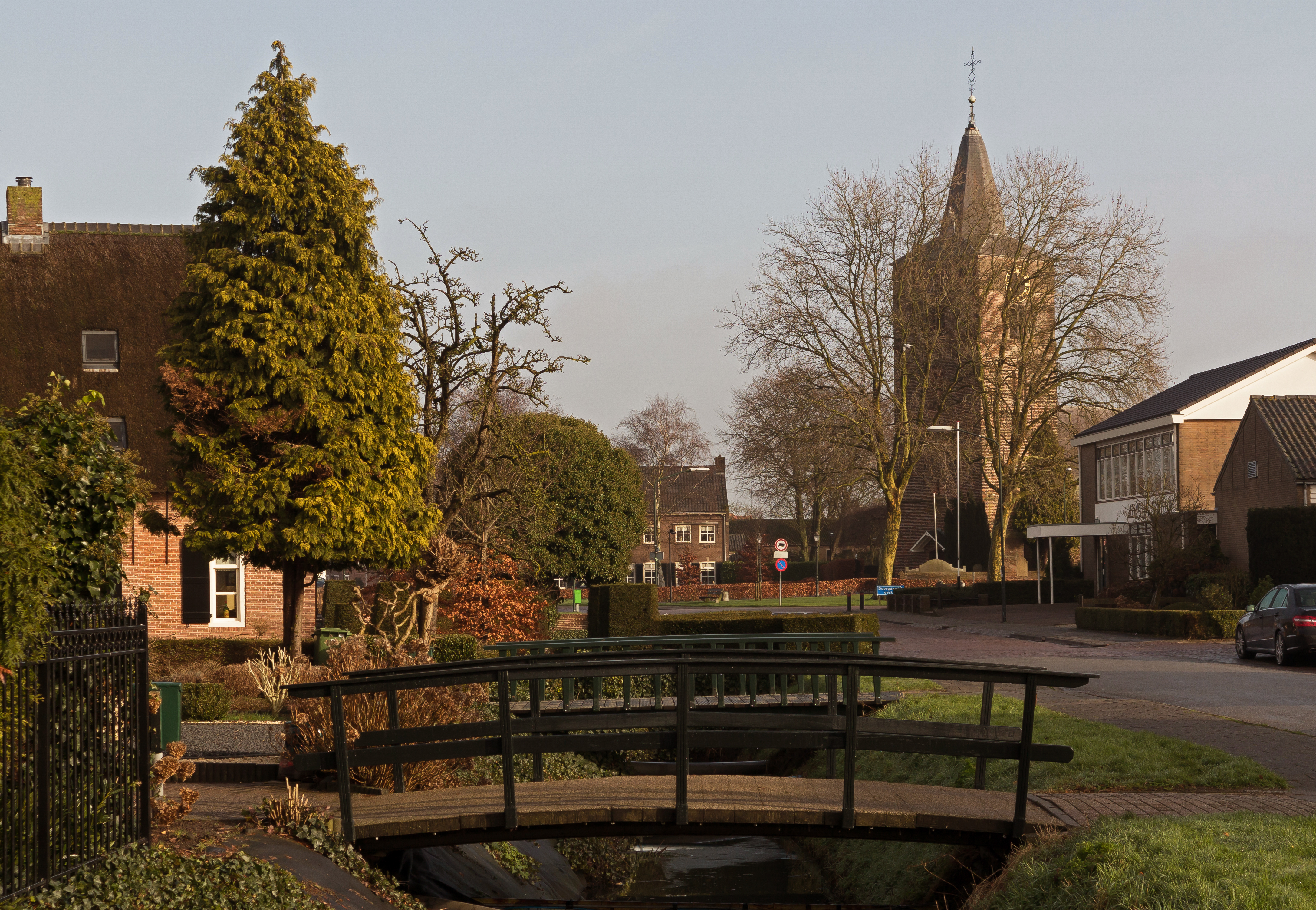
Veen, la iglesia protestante en la calle
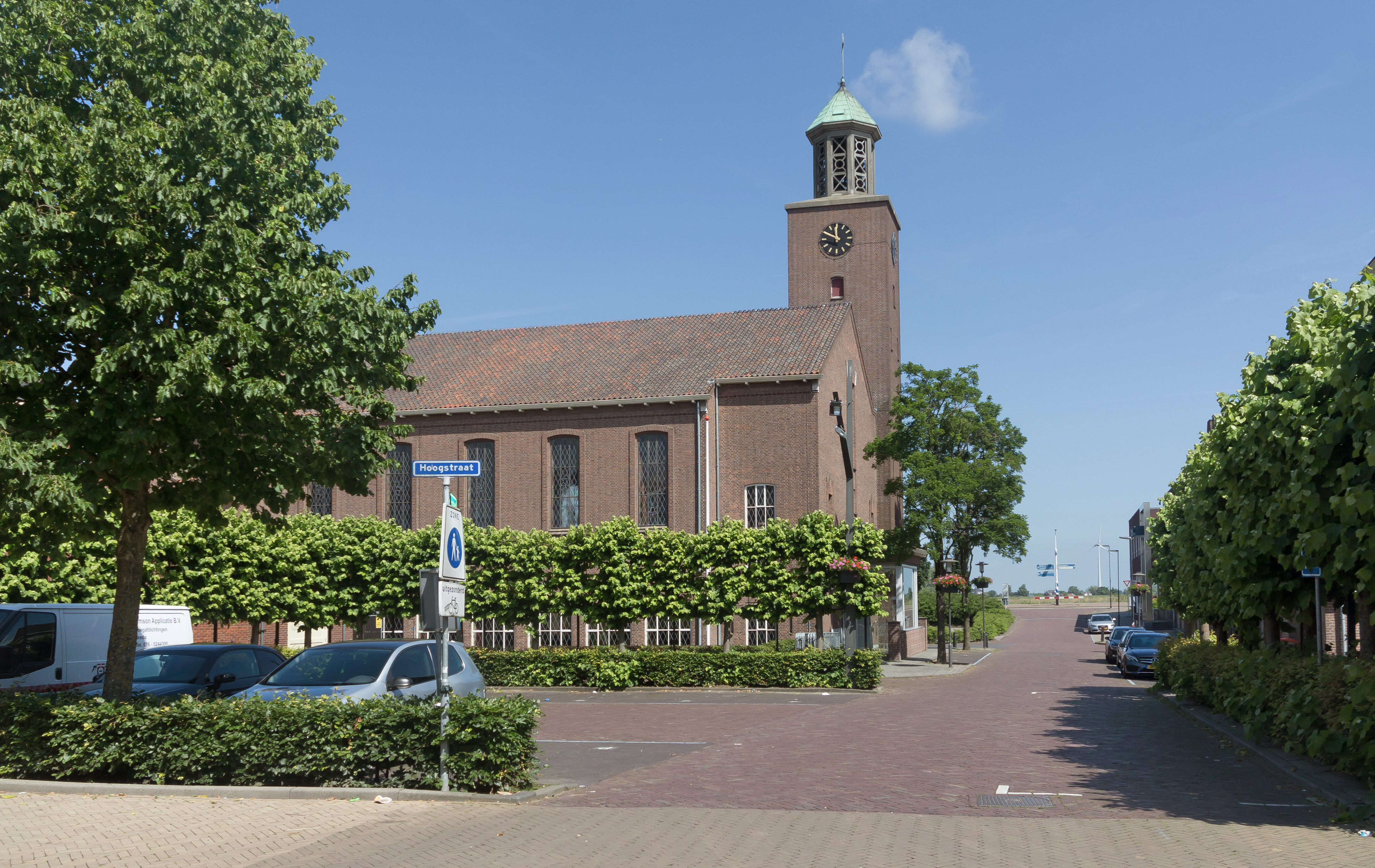
Werkendam, la iglesia: la Maranathakerk
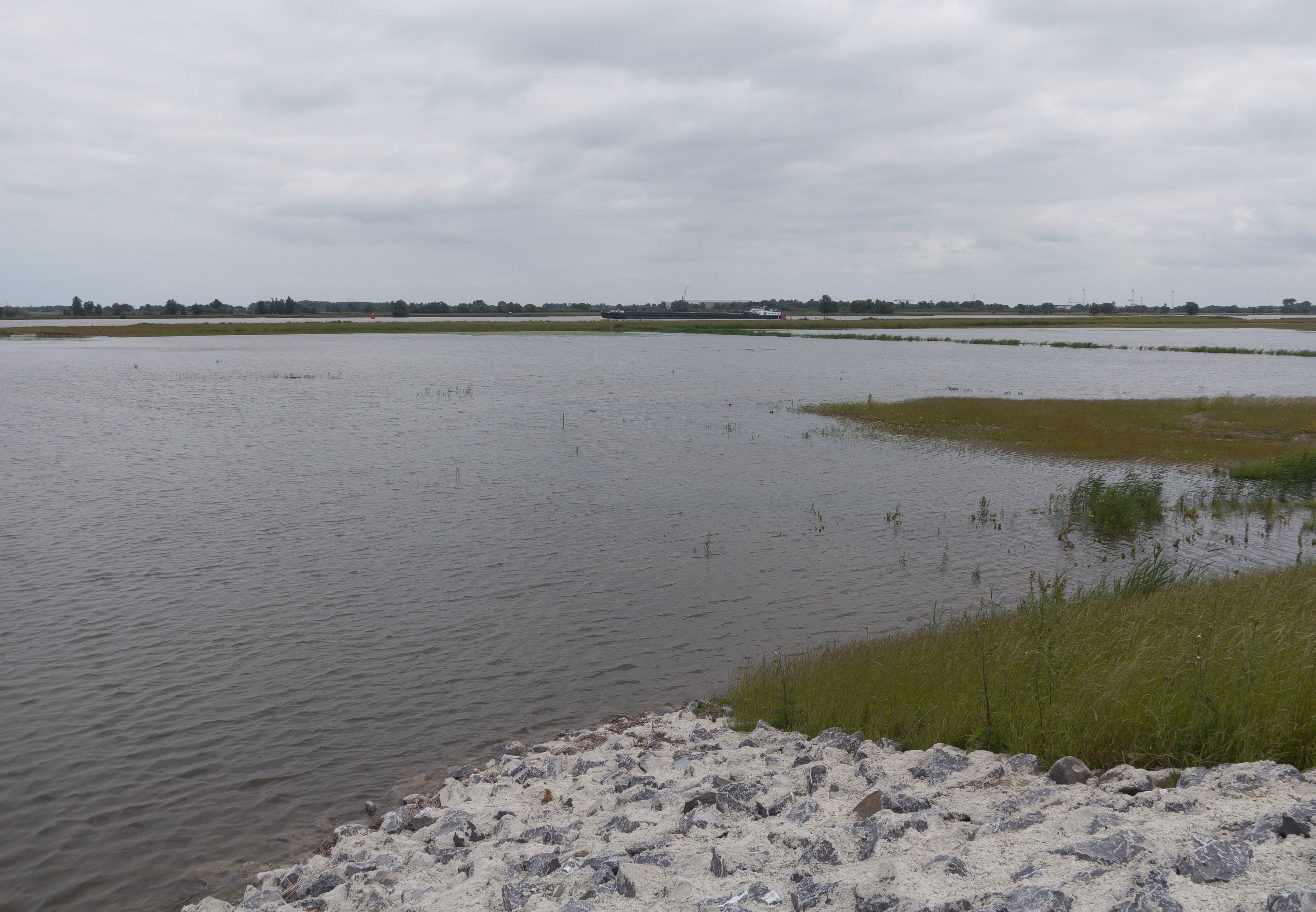
Kievitswaard, La Nueva Merwede desde el Bandijk